# NGC 5481
NGC 5481 is een elliptisch sterrenstelsel in het sterrenbeeld Ossenhoeder. Het hemelobject werd op 15 mei 1787 ontdekt door de Duits-Britse astronoom William Herschel.

## Synoniemen
- UGC 9029
- MCG 9-23-36
- ZWG 272.28
- KCPG 416B
- PGC 50331